# Prêmio Sant Jordi de romance
O prêmio Sant Jordi de novela é um do prêmios literários mais prestigiados em língua catalã. O prêmio é outorgado pela Enciclopèdia Catalana  e Òmnium Cultural, sendo a primeira que publica a obra vencedora.
O prêmio foi criado em 1947 com o objetivo de incentivar, a partir do exílio, a escrita de obras em catalão, em um momento no qual o regime franquista proibia a publicação de obras em língua catalã na Espanha. Entre 1947 e 1959 foi denominado como prêmio Joanot Martorell.
A entrega do prêmio é feira em uma celebração localizada em Barcelona na noite de Santa Lúcia, no mês de dezembro. O autor da obra vencedora recebe um prêmio no valor de 45.000 euros, além da publicação da obra.
O único escritor que já foi outorgado duas vezes com este prêmio é Josep Marìa Espinà, que o recebeu em 1953 e 1961.

## Histórico de Premiados
| Edição         | Ano  | Obra vencedora                      | Autor                       |
| -------------- | ---- | ----------------------------------- | --------------------------- |
| 70ª            | 2018 | Digues un desig                     | Jordi Cabré                 |
| 69ª            | 2017 | Jo soc aquell que va matar Franco   | Joan-Lluís Lluís            |
| 68ª            | 2016 | El setè angel                       | David Cirici                |
| 67ª            | 2015 | La vida sense la Sara Amat          | Josep Puig i Ponsa          |
| 66ª            | 2014 | L'àguila negra                      | Joan Carreras i Goicoechea  |
| 65ª            | 2013 | Dies de frontera                    | Vicenç Pagès i Jordà        |
| 64ª            | 2012 | Plans de futur                      | Màrius Serra i Roig         |
| 63ª            | 2011 | Crim de sang                        | Sebastià Alzamora i Martín  |
| 62ª            | 2010 | L'home de la maleta                 | Ramon Solsona i Sancho      |
| 61ª            | 2009 | Se sabrà tot                        | Xavier Bosch i Sancho       |
| 60ª            | 2008 | El nas de Mussolini                 | Lluís-Anton Baulenas i Setó |
| (finalista 59ª | 2007 | El monestir de l'amor secret        | Maria Dolors Farrés)        |
| 59ª            | 2007 | Les senyoretes de Lourdes           | Pep Coll                    |
| 58ª            | 2006 | Saionara Barcelona                  | Joaquim Pijoan Arbocer      |
| 57ª            | 2005 | El metall impur                     | Julià de Jòdar              |
| 56ª            | 2004 | La ciutat invisible                 | Emili Rosales               |
| 55ª            | 2003 | La meitat de l'ànima                | Carme Riera                 |
| 54ª            | 2002 | Purgatori                           | Joan Francesc Mira          |
| 53ª            | 2001 | No miris enrere                     | David Castillo              |
| 52ª            | 2000 | Sota la pols                        | Jordi Coca                  |
| 51ª            | 1999 | El llibre de les mosques            | Emili Teixidor              |
| 50ª            | 1998 | El Quincorn. Una història romántica | Miquel de Palol             |
| 49ª            | 1997 | L'atles furtiu                      | Alfred Bosch                |
| 48ª            | 1996 | El misteri de Berlín                | Jordi Mata                  |
| 47ª            | 1995 | Els fantasmes del Trianon           | Néstor Luján                |
| 46ª            | 1994 | Gràcies per la propina              | Ferran Torrent              |
| 45ª            | 1993 | La salvatge                         | Isabel-Clara Simó           |
| 44ª            | 1992 | Cames de seda                       | Maria Mercè Roca            |
| 43ª            | 1991 | El sol de la tarda                  | Robert Saladrigas           |
| 42ª            | 1990 | Línia trencada                      | Ferran Cremades             |
| 41ª            | 1989 | não atribuído                       | não atribuído               |
| 40ª            | 1988 | Retrat de Carme en penombra         | Agustí Alcoverro            |
| 39ª            | 1987 | Posicions                           | Ricard Creus                |
| 38ª            | 1986 | Les primaveres i les tardors        | Baltasar Porcel             |
| 37ª            | 1985 | Els colors de l'aigua               | Isidre Grau                 |
| 36ª            | 1984 | Al meu cap una llosa                | Olga Xirinacs               |
| 35ª            | 1983 | La teranyina                        | Jaume Cabré                 |
| 34ª            | 1982 | Christian                           | Antoni Pasqual              |
| 33ª            | 1981 | Evangeli gris                       | Vicenç Villatoro            |
| 32ª            | 1980 | L'espectacle                        | Joan Mas i Bauzà            |
| 31ª            | 1979 | La senyora                          | Antoni Mus                  |
| 30ª            | 1978 | Un home qualsevol                   | Jordi Carbonell i Trias     |
| 29ª            | 1977 | Coll de serps                       | Ferran Cremades             |
| 28ª            | 1976 | El temps de les cireres             | Montserrat Roig             |
| 27ª            | 1975 | Un regne per a mi                   | Pau Faner                   |
| 26ª            | 1974 | Pinyol tot salivat                  | Josep Albanell              |
| 25ª            | 1973 | La casa encesa                      | Miquel Àngel Riera          |
| 24ª            | 1972 | L'enquesta del Canal Quatre         | Avel·lí Artís-Gener         |
| 23ª            | 1971 | Fes memòria, Bel                    | Vicenç Riera Llorca         |
| 22ª            | 1970 | Nifades                             | Josep M. Sonntag            |
| 21ª            | 1969 | não atribuído                       | ----                        |
| 20ª            | 1968 | Un lloc entre els morts             | M. Aurèlia Capmany          |
| 19ª            | 1967 | 39° a l'ombra                       | Antònia Vicens              |
| 18ª            | 1966 | El carrer de les Camèlies           | Mercè Rodoreda              |
| 17ª            | 1965 | La derrota                          | Estanislau Torres           |
| 16ª            | 1964 | La visita                           | Ramon Folch i Camarassa     |
| 15ª            | 1963 | L'ombra de l'atzavara               | Pere Calders                |
| 14ª            | 1962 | Balanç fins a la matinada           | Manuel de Pedrolo           |
| 13ª            | 1961 | L'últim replà                       | Josep María Espinàs         |
| 12ª            | 1960 | Viure no és fácil                   | Enric Massó                 |
| 11ª            | 1959 | Animals destructors de lleis        | Ricard Salvat               |
| 10ª            | 1958 | Un camí de Damasc                   | Miquel Llor                 |
| 9ª             | 1957 | El mar                              | Blai Bonet                  |
| 8ª             | 1956 | La maroma                           | Ramon Folch i Camarasa      |
| 7ª             | 1955 | Incerta glòria                      | Joan Sales                  |
| 6ª             | 1954 | Estrictament personal               | Manuel de Pedrolo           |
| 5ª             | 1953 | Com ganivets o flames               | Josep María Espinàs         |
| 4ª             | 1952 | La familia Rouquier                 | Xavier Benguerel            |
| 3ª             | 1951 | El carrer estret                    | Josep Pla                   |
| ---            | 1950 | Não atribuído                       | ----                        |
| ---            | 1949 | Não atribuído                       | ----                        |
| 2ª             | 1948 | El cel no és transparent            | María Aurèlia Capmany       |
| 1ª             | 1947 | Primera part                        | Cèlia Sunyol                |